# Anetia pantheratus
 (енгл. False fritillary) је врста инсекта из реда лептира (Lepidoptera) и породице шаренаца (Nymphalidae). 

## Распрострањење
Ареал врсте је ограничен на мањи број држава. Врста је присутна у следећим државама: Куба, Хаити, и Доминиканска Република.

## Станиште
Врста је присутна на подручју острва Куба и Хиспаниола. 

## Угроженост
Ова врста је на нижем степену опасности од изумирања, и сматра се скоро угроженим таксоном.